# Anton Vratuša
Anton Vratuša (rojen Vratussa Antal; ilegalno ime Vran in Urban), slovenski politik, diplomat, publicist, borec NOB in slavist, * 21. februar 1915, Dolnji Slaveči, občina Grad (tedaj Avstro-Ogrska), † 30. julij 2017, Ljubljana.

## Življenje in delo
Vratuša se je rodil v Slovenski krajini na Ogrskem (sedaj Prekmurje). Njegova starša sta bila Anton Vratuša starejši in Ana Bokan. Realno gimnazijo je obiskoval v Murski Soboti, od 1931 v Ljubljani, kjer je nato študiral je slavistiko na Filozofski fakulteti in leta 1941 doktoriral z disertacijo Levec in Ljubljanski zvon. Leta 1950 je ob delu končal tudi tretjo stopnjo študija družbenih ved na Visoki politični šoli v Beogradu.
Med letoma 1936 in 1941 se je ob študiju uveljavljal v jezikoslovju, literarni zgodovini in kritiki. Uspešno delo v tej smeri je pretrgala vojna. Začel s kronološkim  povzetkom Levstikovih pisem (Mentor 1936/7), pregledno orisal slovenstvo prekmurskih pisateljev (Mladi Prekmurec 1938/9). V razpravah je kritično upošteval dotedanje izsledke in pritegoval nove vire, posebej pa v seminarski nalogi o goričkem govoru (1939; neobj., prejel svetosavsko nagrado ljubljanske univerze) ter razpravah Jezikovne razmere v severnem Prekmurju in slovenskem Porabju (1939; ponatis v Panonskem zborniku 1966) in Jezik Nouvoga zákona in Szvétih evangyeliomov (napisal 1940, obj. v Zborniku Štefana Küzmiča 1974).
Takoj po okupaciji Slovenije se je leta 1941 vključil v NOB. Februarja 1943 so ga Italijani aretirali in poslali v Koncentracijsko taborišče Gonars, od tod pa naprej v taborišča Treviso, Padova in Rab. V Koncentracijskem taborišču Rab je takoj vstopil v tajno organizacijo slovenske OF, ki je še pred kapitulacijo Italije organizirala taboriščnike v ilegalne vojaške enote – pet bataljonov Rabske brigade. V tej brigadi je bil Vratuša namestnik komandanta. Ob kapitulaciji Italije so taboriščniki razorožili italijansko posadko in pristaniško stražo, prevzeli celotno taborišče, zasegli nekaj manjših ladij in z njimi napadli italijansko posadko na Cresu. Tu so zasegli veliko orožja, s katerim so Rabsko brigado usposobili za učinkovito delovanje na kopnem. Brigada z večino preživelih taboriščnikov, veliko je bilo tudi žensk in mladine, se je prebila proti Snežniku, kjer je ob koncu leta 1943 prešla na Mašunu pod okrilje slovenske partizanske vojske.  
Postal je predstavnik predsedstva OF pri Komiteju za nacionalno osvoboditev za severno Italijo (CLINAI) ter Glavnega štaba NOV in POS pri komandi garibaldincev in Korpusu dobrovoljcev svobode v Milanu, 16. julija 1944 je v imenu POOF za Slovensko primorje sklenil z njimi sporazum o organizacijskem sodelovanju. Bil je oseba za zvezo med CK KPS in CK KPI za severno Italijo. Vmes je ob potovanjih skozi Trst pri OK KPS za Trst opravljal tudi funkcijo inštruktorja oblastnega komiteja KPS za Slovensko primorje. Marca 1945 je iz Italije prek Barija pripotoval v Beograd, kjer je postal namestnik načelnika oddelka v UDV, od 1949 je bil nametnik načelnika 2. uprave generalštaba JA, 1952/3 načelnik oddelka – pooblaščeni minister v zunanjem ministrstvu, 1953–65 kot državni podsekretar šef kabineta podpredsednika zvezne vlade oz. (od 1963) predsednika zvezne skupščine Edvarda Kardelja. 1965–67 je bil direktor Inštituta društvenih nauka v Beogradu, 1967–69 stalni predstavnik SFRJ pri OZN v New Yorku ter nekaj časa tudi veleposlanik na Jamajki ter predsednik ad hoc komiteja za Jugozahodno Afriko (Namibijo) pri OZN (1966–67), 1969–71 namestnik državnega sekretarja za zunanje zadeve, 1971–78 podpredsednik zveznega izvršnega sveta (zvezne vlade), 1978–80 predsednik izvršnega sveta Skupščine SRS (slovenske republiške vlade), od 1982 delegat v Skupščini SFRJ in 1982/83 predsednik njenega zveznega zbora, 1982–84 vodja delegacije SRS v tem zboru. 
Znanje tujih jezikov, delovna vnema in vestnost ter natančnost so ga usposobili za delo v zunanji politiki in na zelo odgovornih mestih v državni upravi. Na pariški mirovni konferenci, zasedanjih generalne skupščine OZN, konferencah UNESCO in UNCTAD, sestankih s tujimi državnimi delegacijami, mednarodnih seminarjih, predavanjih itd. Kot šef kabineta Edvarda Kardelja je vodil skupino raziskovalcev za več področij. Od 1982 je bil glavni urednik Kardeljevih Zbranih del. Bil je predsednik zveznega sveta za vprašanja družbene ureditve in 1974–82 predsednik sveta Mednarodnega centra za podjetja v družbeni lasti v državah v razvoju v Ljubljani (ICPE), ki ga je tudi ustanovil, potem pa častni predsednik sveta te medvladne ustanove. Bil je predsednik programskega sveta Ustanove dr. Šiftarjeva fundacija (1996–2006) in častni član zbora ustanoviteljev te ustanove (2006–).
Bil je predsednik odbora SAZU za preučevanje narodnih manjšin (1988–2002), pobudnik/ustanovitelj Inštituta za slovensko izseljenstvo ZRC SAZU (zdaj Inštitut za izseljenstvo in migracije), član odbora SAZU za trajnostni razvoj itd. Bil je podpredsednik predsedstva Zveze združenj za družbene vede Jugoslavije in član sveta Mednarodnega združenja za politične vede (IPSA; 1986–90), član upravnega odbora inštituta OZN za raziskovanje in izobraževanje (UNITAR) (1969–1990), član uprave Mednarodnega inštituta za oceane na Malti (IOI; 1972–2002).
Objavil je več kot tristo petdeset razprav in člankov v domačih in tujih znanstvenih ter strokovnih časopisih. Samostojna dela: Levec in Ljubljanski zvon (doktorska disertacija 1941), Profili neuvrščenosti (1980), Ten years of ICPE (1984), Iz verig v svobodo, Rabska brigada (1998), Piran, a green coastal community in the Northern Adriatic (2002), Vrt spominov in tovarištva: Ustanova dr. Šiftarjeva fundacija na Petanjcih (2004). 
Bil je redni profesor na Visoki politični šoli v Beogradu (1956–67) oz. (od 1969) na beograjski Fakulteti za politične vede in sicer za predmet teorija in praksa samoupravljanja, od 1974 za isti predmet tudi na ljubljanski FSPN (danes FDV). Prejel je partizansko spomenico 1941, red zaslug za narod z zlato zvezdo (1945, 1954), red bratstva in enotnosti s srebrnim vencem (1946), red partizanske zvezde s srebrnim vencem (1948), red za hrabrost (1948), red dela z rdečo zastavo (1961), red republike z zlatim vencem (1974), red jugoslovanske zastave z lento (1975) in več tujih odlikovanj. 1978 je postal dopisni in 1985 redni član SAZU, od 1979 je bil častni doktor ljubljanske in od 1988 mariborske univerze ter častni član Slavističnega društva Slovenije.